# Kevin Randleman
Kevin Christopher Randleman (Sandusky, 10 augustus 1971 – San Diego, 11 februari 2016) was een Amerikaans MMA-vechter. Hij was van november 1999 tot november 2000 wereldkampioen zwaargewicht bij de UFC. Daarnaast vocht hij ook onder de vlag van onder meer Strikeforce en Pride.

## Carrière
Randleman had vanuit zijn tienerjaren een achtergrond in atletiek, American football en worstelen. Zijn coach op Ohio State Mark Coleman stelde hem voor MMA te gaan doen, waarop hij op 22 oktober 1996 zijn eerste wedstrijd vocht. Hij versloeg die dag Luiz Carlos Macial door die met slagen tot submissie te dwingen. Randleman won ook zijn volgende vier partijen, waarna hij in maart 1997 voor het eerst verloor, van Carlos Barreto.
Randleman debuteerde in maart 1999 bij de UFC. Hij won die dag op basis van een unanieme jurybeslissing van Maurice Smith. Hiermee verdiende hij een gevecht om de op dat moment vacante UFC-wereldtitel zwaargewicht. Die partij verloor hij door middel van een verdeelde jurybeslissing van Bas Rutten. De Nederlander stond de titel later in het jaar niettemin vrijwillig af omdat hij over wilde stappen naar een andere gewichtsklasse (en stopte vervolgens zonder nog te vechten vanwege blessureleed). Hierdoor vocht Randleman zijn eerstvolgende partij op 19 november 1999 opnieuw om het wederom vacante zwaargewichtkampioenschap. Ditmaal won hij, van Pete Williams (unanieme jurybeslissing). Randleman verdedigde zijn titel één keer met succes, tegen Pedro Rizzo (unanieme jurybeslissing). Randy Couture onttroonde hem vervolgens op 17 november 2000 middels een technische knock-out (TKO). Randleman vocht daarna nog twee partijen binnen de UFC. Eén daarvan verloor hij van Chuck Liddell (knock-out, KO) en één won hij van Renato Sobral (unanieme jurybeslissing).
Randleman vocht na zijn vertrek bij de UFC van september 2002 tot oktober 2006 elf partijen onder de vlag van Pride. Hiervan won hij er vier, waarvan een van Mirko Filipović (KO). In de andere zeven verloor hij van onder anderen Quinton Jackson (KO), Fjodor Jemeljanenko (submissie), Filipović (submissie) en Maurício Rua (submissie). Randleman vocht de laatste vijf partijen van zijn MMA-carrière nog voor verschillende andere bonden, waaronder twee keer op een evenement van Strikeforce. In vier van de vijf gevechten ging de overwinning naar zijn tegenstander. Baga Agaev was op 7 mei 2011 zijn laatste opponent (en versloeg hem door middel van een armklem).

## Overlijden
Randleman werd op 11 februari 2016 opgenomen in het ziekenhuis met een longontsteking. Hier overleed hij later die dag aan hartfalen.